# Iglesia de San Antonio de Padua (Clarines)

## Historia
La iglesia de San Antonio de Padua se encuentra emplazada en el extremo norte de la población de Clarines, donde los franciscanos observantes establecieron, hacia 1674, la misión de San Antonio de Clarines y construyeron la iglesia en la segunda mitad del siglo XVIII.
El Templo de San Antonio de Padua es valorado en la comunidad católica como un espacio para la práctica y adoración de la fe cristiana. Es un testimonio de la arquitectura venezolana atípica en relación con otras construcciones de la época, ya que es uno de los tres únicos templos de planta cruciforme que se encuentran en Venezuela, constituyendo una de las edificaciones religiosas de mayor relevancia desde el punto de vista arquitectónico.La Iglesia San Antonio De Padua se construyó a petición del obispo de Puerto Rico, Fray Manuel Jiménez Pérez, siendo el mismo que consagró la Catedral de Barcelona.Su edificación se remonta antes de 1755 siendo el principal templo católico de Clarines.Se encuentra sobre una colina en pleno Casco Histórico De La Localidad y fue culminada en 1912, con la construcción del segundo piso y el techo de la torre derecha.Es además uno de los pocos templos de este tipo que se encuentran en América. Su estilo es Barroco con Planta Cruciforme.Curiosos elementos decorativos adornan sus pilares y arquerías sin techos en la parte exterior...Gracias a su Belleza e Importancia Histórica, la Iglesia De Clarines fue declarada Patrimonio Histórico De La Nación en 1960. Además, ha servido de escenario para grabaciones de películas y telenovelas.En este recinto católico reposa una colección de más de dos docenas de imágenes, entre ellos la del patrono de Clarines, San Antonio de Padua y la de su venerada patrona tanto en Clarines como Beas, España la Virgen De Los Clarines.

## Arquitectura
La planta posee una sola nave que remata en el presbiterio, precedido por dos capillas laterales que constituyen a su vez los brazos de la cruz. El crucero está demarcado por cuatro arcos de medio punto y cubierto en el centro por una cúpula de madera y el resto del techo, tanto el de la nave central como el del presbiterio y el de las capillas laterales, está revestido por cubiertas abovedadas que penden de la armadura. Las dos torres exentas de los campanarios, de planta cuadrada y techo a cuatro vertientes, enmarcan la fachada principal, de elementales líneas barrocas, dividida en dos cuerpos: el inferior, que contiene el portal de arco de medio punto moldurado, con pilastras y medias columnas dispuestas simétricamente a ambos lados, y un frontón truncado por la ventana del coro que establece la relación con el segundo cuerpo, generando a su vez un frontón menor en la parte superior, seccionado por una hornacina. La composición es rematada por una cornisa lobulada en cuyo vértice se implanta la cruz. Las fachadas laterales se ven enriquecidas por arcadas que preceden a los accesos laterales, generando galerías descubiertas y cortando los volúmenes de las capillas laterales, lo que produce un rítmico y refrescante juego de luces y sombras, de entrantes y salientes. 

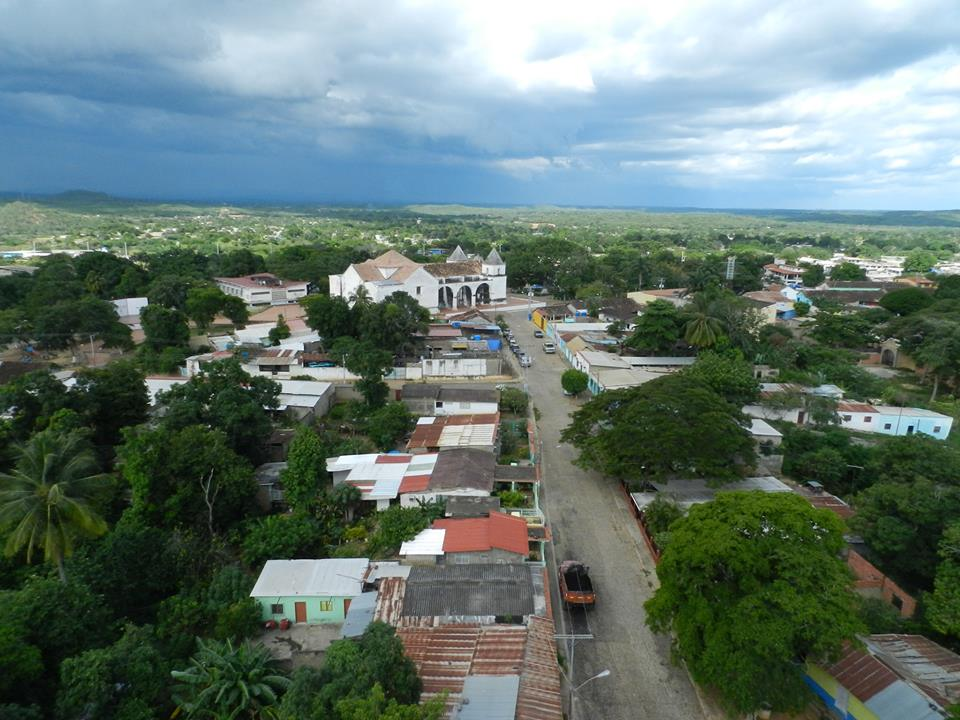
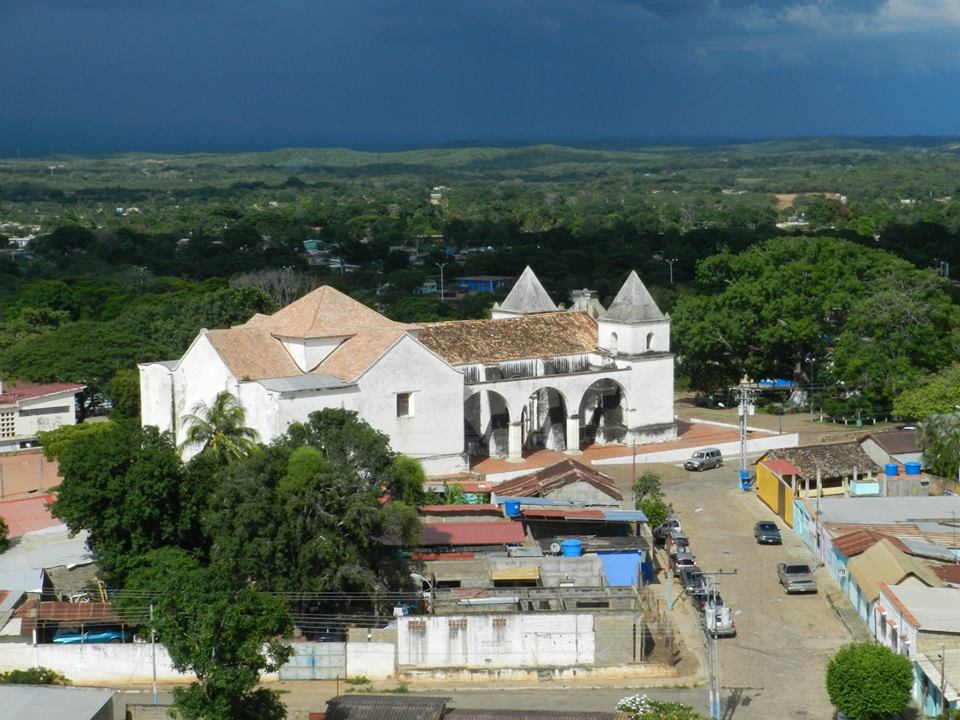
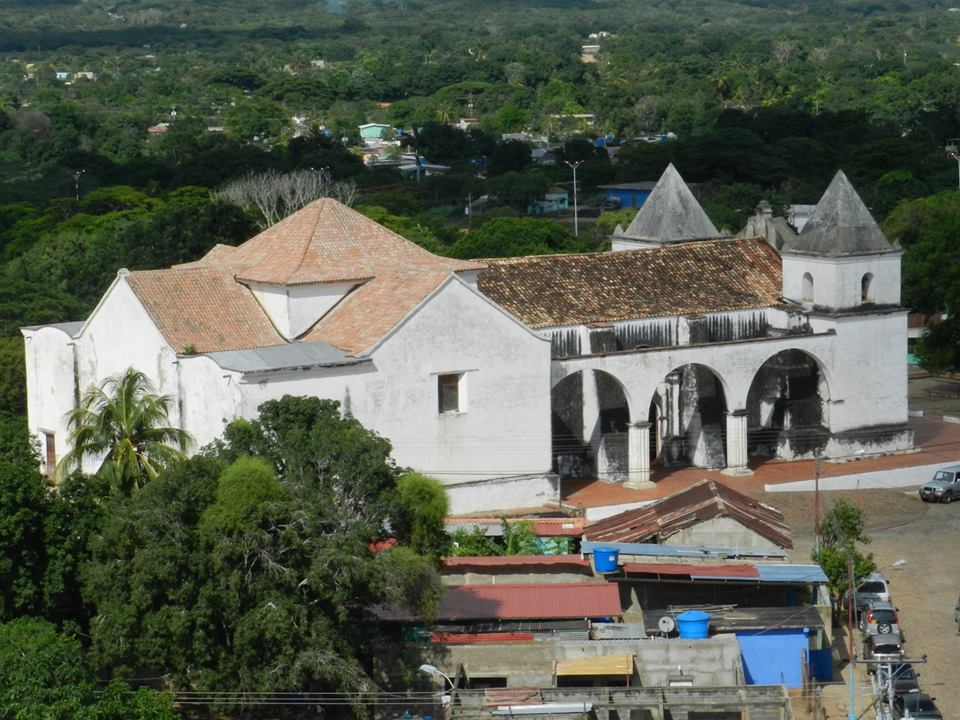